# مارک تونلی
مارک تونلی (به انگلیسی: Mark Tonelli) (زادهٔ ۱۳ آوریل ۱۹۵۷) شناگر اهل استرالیا است.